# Vlothoer Weserwiesen
Die Vlothoer Weserwiesen sind ein Naturschutzgebiet an der Weser bei Vlotho. Das Naturschutzgebiet umfasst einen schmalen Auenstreifen westlich der Weser zwischen Fluss und Bahnlinie Vlotho–Rinteln in der Nähe des ehemaligen Hafens von Vlotho. Das Gebiet hat eine Größe rund 7,5 ha und wurde 1998 ausgewiesen.
Schützenswert ist das Gebiet, weil es sich um einen naturnahen Abschnitt der Weser mit Aue und wechselfeuchten Wiesen inmitten einer ansonsten intensiv genutzten Landschaft handelt. In den Auen finden sich außerdem zahlreiche Teiche mit dichten Röhricht- und Schilfbestände. Die Teiche und Wiesen werden bei Hochwasser der Weser zeitweilig überfüllt. Das Weserufer ist bestanden von einzelnen Weiden (Silberweiden und Lorbeerweiden).

## Weblinks

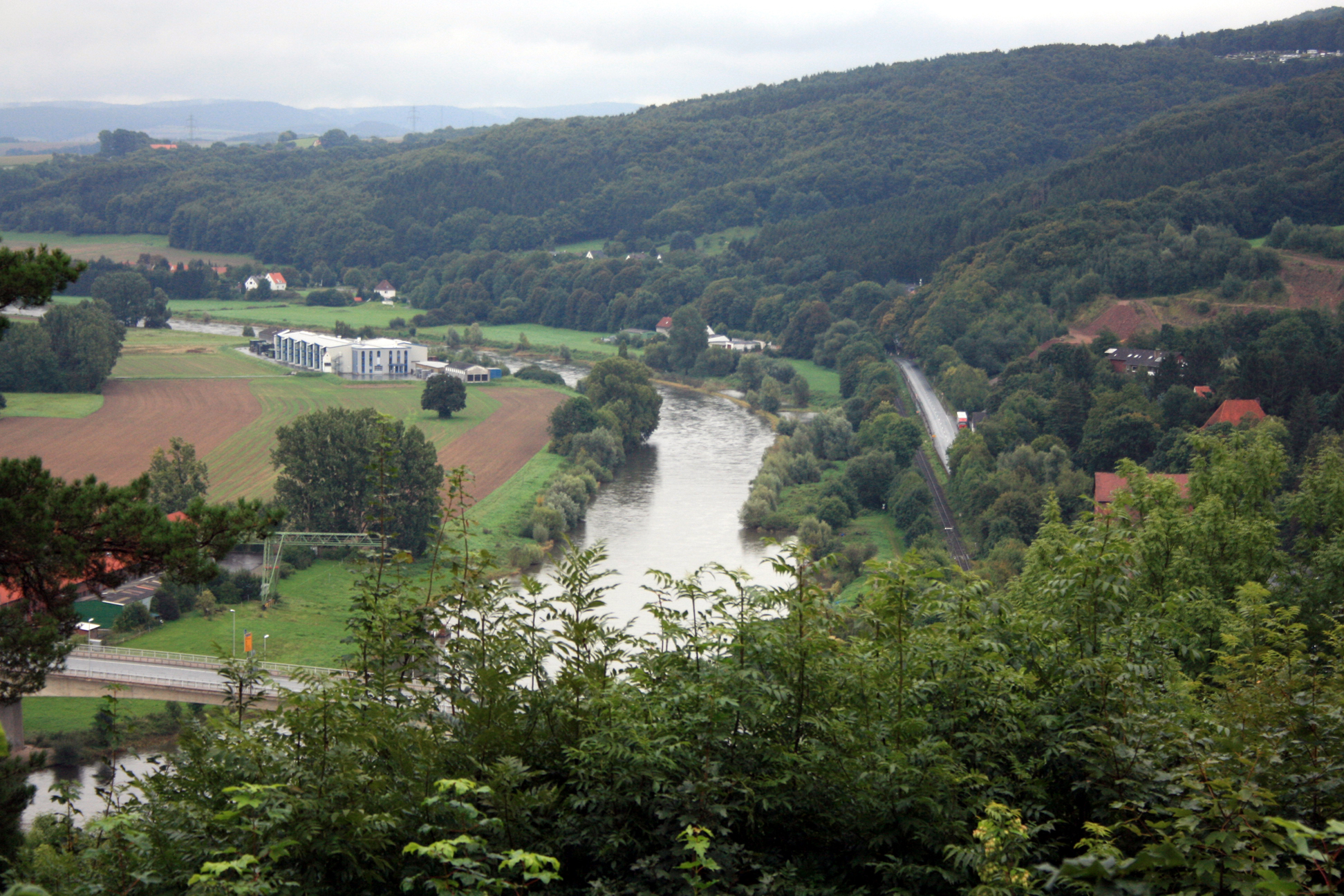
Ansicht der Weser stromaufwärts. Das NSG befindet sich zwischen Weser und Bahnlinie.